# 樺太の戦い (1945年)
樺太の戦い（からふとのたたかい、ロシア語: Южно-Сахалинская операция）は、第二次世界大戦末期の1945年（昭和20年）8月11日から8月25日にかけ、日本の樺太南部で、日本とソビエト連邦（ソ連）の間で行われた地上戦闘である。樺太戦、樺太地上戦とも呼ばれ、地上戦で民間人の犠牲者を多く出した戦闘であった。

## 概要
1945年（昭和20年）8月9日、日ソ中立条約を破棄し、対日参戦したソビエト連邦は、8月11日に南樺太の占領作戦を開始した。
侵攻の目的は南樺太の獲得と、次に予定された北海道侵攻の拠点確保だった。ソ連軍は北樺太から陸上侵攻する歩兵師団・歩兵旅団・戦車旅団各1個が攻撃の中心で、補助攻勢として北太平洋艦隊と歩兵旅団1個による上陸作戦が実施された。日本軍は、歩兵師団1個を中心に応戦し、国境地帯ではソ連軍の拘束に成功した。
8月15日に日本のポツダム宣言受諾が布告されて、太平洋戦争（大東亜戦争）は停戦に向かった。日本軍大本営は、8月15日には各軍に現任務を続行ながら積極進攻作戦の中止を、8月16日には、やむをない自衛戦闘を除いては戦闘行動の停止を全軍に命じたが、対して、8月16日札幌第五方面軍司令官の樋口季一郎中将は樺太第88師団に南樺太を死守するよう命じた。
ソ連軍は南樺太各地への空襲を開始、ソ連軍の南樺太への進攻とともに日本軍との戦闘が続くこととなった。19日大本営は22日0時以降の一切の戦闘停止を命じたが、逆に樋口中将はあらためて南樺太死守を命じている。現実には、南樺太での停戦は8月19日以降日本軍各部隊の撤退や降伏による一部都市・地域の失陥等から徐々に進んだものの、ソ連軍の上陸作戦によるあらたな戦線拡大もあった。しかし、8月22日には日本軍師団司令部との停戦交渉が成立、23日頃までに日本軍の主要部隊との停戦が成立し、8月25日の大泊（コルサコフ）占領をもって樺太の戦いは終わった。
当時、南樺太には40万人以上の日本の民間人が居住しており、ソ連軍侵攻後に北海道方面への緊急疎開が行われた。自力脱出者を含めて10万人が島外避難に成功したが、緊急疎開船3隻がソ連軍に攻撃されて約1,700名が死亡した（三船殉難事件）。陸上でもソ連軍の市街戦など無差別攻撃がしばしば行われ、約2,000人の民間人が死亡した。

## 背景
ポーツマス条約によって日本領となった南樺太には、1913年（大正2年）の樺太守備隊廃止以来、日本軍は常駐しておらず、軽武装の国境警察隊が国境警備を担当していた。しかし、1939年（昭和14年）5月に至り、対ソ連の防備のため樺太混成旅団が設置された。その後、第7師団（北海道駐屯）の改編や関東軍特種演習に伴い次第に駐屯兵力が増強された。
太平洋戦争中盤になると、従来はソ連を仮想敵としていた南樺太の戦備も、対アメリカ戦重視に方針が転換された。北樺太侵攻作戦は放棄されて、専守防衛型となった。北方軍司令官の樋口季一郎中将は、対ソ国境陣地を重視せず、主にアメリカ軍上陸に備えた南部の防備強化を指導した。本土決戦が想定され始めた1945年（昭和20年）2月には駐屯部隊の大部分を再編成して第88師団が創設されたが、その主力は南部地区に置かれた。もっとも樋口自身は、戦後20年近くたった頃の防衛庁（当時）の戦史室への書簡で、自身のロシア歴史の考察からとして戦況の推移次第でソ連は南樺太に攻めてくるであろう、また、米軍は千島でなく北海道に攻めてくるであろうが、ソ連が千島に出て来るかどうかは不明と考えていたとし、ソ連進攻の可能性については士気を下げないため表向きには語らなかったが、代わりに師団長クラスには常々第一に対米、第二に対ソ準備と語っていたとの主張を書き送っている。また、北海道へのソ連進駐とそれによる赤化を恐れ、北海道占領を阻む防波堤とすべく、樺太死守を命じたとする説もある。『樋口季一郎回想録』の戦史室への書簡を読む限りでは殊更そのような主張はなく、樋口が南樺太・千島防衛を命じたのは、樋口自身がこれらの土地を日本の一部と全く考えていたためのようにも思われる。なお、ソ連参戦以来、北海道では稚内・小樽等の北海道各所でソ連軍が上陸してくる、上陸してきたとのデマがたびたび流れ、稚内では2個中隊がソ連軍を恐れて集団脱走する事件が起きている。樋口自身も一部デマを信じ、再編成した道内出身者の多い部隊を稚内方面に緊急に配置したのであるが、この部隊がこの脱走事件を引き起こす形となっている。また、樋口は8月下旬（おそらく停戦成立後）やはり北海道で応召した特殊技術を持つ者100名の部隊を召集解除しているが、デマであってもソ連軍進攻を信じるくらいであれば解散してはならなかったとして、これを自身の矛盾と錯覚であったとしている。
ソ連軍の兵力増強の動きは樺太でも見られ、樺太の日ソ国境の監視哨からは緊迫した動きが師団に伝えられ、師団は侵攻が8月初旬か遅くとも9月初めとみて札幌第５方面軍に具体的な作戦指導決定を再三求めていたが、方面軍では従来からの対米戦中心のために、7月に入っても樋口司令官・幕僚以下真剣に考えていず、方面軍司令部が本当に対ソとなったのはソ連参戦後という。
予備役（在郷軍人）主体の予備戦力の整備も進められ、1944年（昭和19年）5月に特設警備隊である特設警備大隊3個・特設警備中隊8個・特設警備工兵隊3個、1945年3月には地区特設警備隊9個が各地に設置された。このほか、国民義勇戦闘隊の組織も準備されていた。地区特設警備隊や国民義勇戦闘隊は、日中戦争での中国共産党軍に倣い遊撃戦を行うことが期待されており、3月下旬に7700人が2日間の召集訓練を受けたほか、7月以降には陸軍中野学校出身者による教育が多少実施された。戦後ソ連に抑留された軍人･役人の調書や書き残した記録によれば、女性･学徒に至るまで全住民を動員して国民義勇戦闘隊を組織し、第一線で竹槍･手榴弾･毒矢を武器に全員玉砕まで遊撃戦を行わせる計画があったという。訓練もないまま自宅の武器になりそうなものを持寄る形で動員された者もいて、恵須取等一部で実施されたものの、前述の日本人抑留者の書き残した記録には遊撃戦の効果はなかったようだと書かれたものもある。
約40万人の一般住民中、足手まといになると見られる、とくに老齢及び幼年の者については北海道への緊急疎開が予定されていたとみられ、大津敏男樺太庁長官と第88師団参謀長の鈴木康大佐、豊原駐在海軍武官の黒木剛一少将による3者協定が締結されていた。樺太庁長官を責任者として陸海軍は船舶提供などの協力をするという内容であったが、実態は腹案の域を出ず、3人以外には極秘とされて組織的な事前打ち合わせは無かった。
1945年5月方面軍主催の兵団長会同でも対米戦主体で、結局、第88師団が対ソ戦への作戦転換命令を司令部から受けたのは8月3日で、住民の具体的な避難対策に至っては全くとられていなかったという。
一方、ソ連の指導者ヨシフ・スターリンは、南樺太の奪還を狙っていた。ソ連の対日参戦を密約した1945年2月のヤルタ会談において、ソ連は南樺太占領を参戦後に予定する作戦の第一として挙げ、実際にヤルタ協定には「南樺太のソ連への返還」が盛り込まれた。さらに、連合軍では日本の分割占領が考えられたこともあり、スターリン自身も一時、戦争末期には北海道北東部（留萌・釧路を結んだ直線以北。「北海道スターリンライン」や「留釧の壁」と呼ばれた。）の占領案を抱き、トルーマンに提案することもあった。南樺太攻略担当には、北樺太に主力を置く第2極東戦線の第16軍（司令官：L・G・チェレミソフ (Л. Г. Черемисов) 少将）が充てられた。もっとも、7月28日に通達された実際の作戦計画では、樺太・千島方面の攻略は満州方面に劣後した順位となっており、発動時期は戦況に応じて調整されることになっていた。現場では日本軍守備隊に関する情報を把握できないでおり、南樺太に日本軍戦車が配備されていないことすらも知らなかった。
南樺太および千島列島への進攻に関してはソ連海軍、特に太平洋艦隊は艦艇不足であった。このため事前にレンドリースの一環としてアラスカにおいてアメリカとソ連の合同で艦艇の貸与と乗組員の訓練を行うフラ計画が実行された。
日ソ間には日ソ中立条約が存在し、1945年（昭和20年）8月時点でも有効期間内とされたが、ソ連の対日参戦は実施された。なお、同年5月頃、日本はソ連を仲介者とした連合国との和平交渉を模索しており、その中でソ連への報酬として南樺太の返還も検討されていた。
ソ連軍侵攻前の樺太での戦闘としてはアメリカ潜水艦の活動があり、日本商船が攻撃されたり、海豹島などが砲撃を受けていた。7月23日には、アメリカ潜水艦「バーブ」から少数の水兵が密かに上陸して、樺太東線の線路を爆破している。

## 戦闘経過

### 全般状況

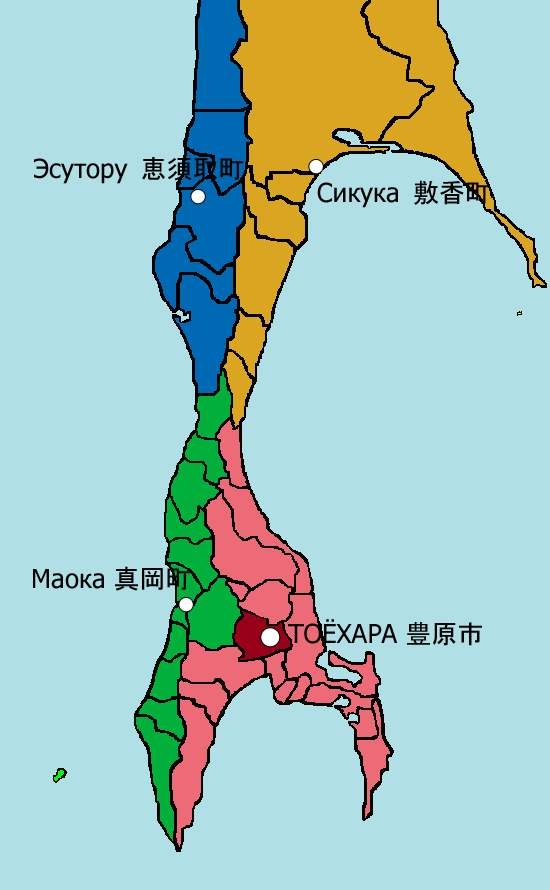

日ソ開戦前、日本軍の配置は北地区（敷香支庁・恵須取支庁）と南地区（豊原支庁・真岡支庁）に分かれていた。北地区は歩兵第125連隊が、南地区は第88師団主力が分担し、対ソ戦・対米戦のいずれでも各個に持久戦を行う作戦であった。北地区はツンドラに覆われて交通網が発達しておらず、国境から上敷香駅付近までは軍道と鉄道の実質一本道で、敵進路の予想は容易だった。現地の第88師団では、対ソ戦重視への配置転換を第5方面軍へ6月下旬から上申し続けていたが、ようやく8月3日にソ連軍襲来の場合には迎撃せよとの許可を得られた。
8月9日にソ連は対日宣戦布告を行ったが、ソ連軍の第16軍に樺太侵攻命令が出たのは翌10日夜であった。作戦計画は3段階で、第1期に第1梯団（第79狙撃師団・第214戦車旅団基幹）が国境警戒線を突破し、第2期で古屯「要塞」を攻略、第3期には第2梯団（第2狙撃旅団基幹）が一気に超越進撃して南樺太占領を終えるというものだった。国境地帯からの2個梯団が主軸で、塔路と真岡（ホルムスク）には補助的な上陸作戦が計画されていた。ソ連側の侵攻が開戦直後ではなかったことは、日本側が兵力配置を対ソ戦用に変更する余裕を生んだ。ソ連軍は第1期作戦から激しく抵抗を受けてしまい、第2期の古屯攻略のための部隊集結も遅れだした。
日本の第5方面軍は、8月9日早朝にソ連参戦の一報を受けたが、隷下部隊に対し積極的戦闘行動は慎むよう指示を発した。この自重命令は翌日に解除されたが、通信の遅延から解除連絡は最前線には届かないままに終わり、日本側前線部隊が過度に消極的な戦術行動をとる結果につながった。自重命令解除に続き、第5方面軍は、第1飛行師団の飛行第54戦隊に対して落合飛行場進出を命じたが、悪天候のために実施できなかった。一方、ソ連軍機も悪天候には苦しんでいたが、なんとか地上支援を成功させている。第5方面軍は、13日には北海道の第7師団から3個大隊の増援を決めるとともに、手薄と見られたソ連領北樺太への1個連隊逆上陸（8月16日予定）まで企図したが、8月15日のポツダム宣言受諾発表と大本営からの積極侵攻停止命令（大陸命1382号）によって中止となった。
日本側現地の第88師団は、8月9日に防衛召集をかけて地区特設警備隊を動員した。8月10日には上敷香に戦闘司令所を出して参謀数名を送り、13日には国民義勇戦闘隊の召集を行った。一般住民による義勇戦闘隊の召集は樺太戦が唯一の実施例で、ねらいは兵力配置があるように見せかけてソ連軍の進撃を牽制することだった。師団は、8月15日に玉音放送などでポツダム宣言受諾を知った。
8月16日16時大本営は、大陸命1382号を北海道の第5方面軍を含む全軍に出し、停戦交渉成立前に敵が来攻するにあたってのやむをえない自衛のための戦闘行動を除いて即時の戦闘行動停止を命じた。また、その徹底期限は48時間以内とした。しかし、8月16日に塔路上陸作戦が始まると、同日午後、第5方面軍司令部の樋口季一郎中将は南樺太の第88師団に対して戦闘を継続してソ連軍の進攻を阻止し、南樺太を死守するよう命令した。方面軍はソ連軍が南樺太の大泊に集結させ北海道にまで進出してくる可能性があると考え、方面軍がそのような事態を懼れたからだとする説がある。『戦史叢書』を読む限り、峯木師団長が方面軍から南樺太死守命令を受けたと主張していて、『戦史叢書』も原資料がなく方面軍がどのような指示を出していたか明らかにしえないとしている。『戦史叢書』は、最終的に峯木師団長の回想録の発言を支持しつつも、田熊方面軍参謀の方面軍の指示は大陸命とほぼ同じだったようだ（＝南樺太死守など命令していない）との回想も紹介している。井澗裕は、方面軍司令部や例えば北千島守備隊は停戦刻限の18日16時につき連合国と合意が出来ていてその時点の占領地域で境界線が決まるように考えていたからだとする説をとっている。ただし、南樺太では師団においても「自衛のための戦闘行動」とは何かについて疑問が出ながらも、あえて軍上級の方面軍に問い合わせようとはしていない。8月16日16時発の大陸命1382号にもかかわらず、師団は武装解除に向けた準備は進めていたが、方面軍から師団にポツダム宣言受諾を前提とする停戦交渉の指示はなされなかった。
樋口の抗戦命令が16日午後に届いたとき、樺太第88師団参謀長の鈴木康大佐は既に防衛召集解除・一部兵員の現地除隊・軍旗処分などの停戦準備を進めており、また当時、第88師団には戦車･飛行機はもちろんソ連軍と戦えるほどの対戦車･対空火器もなかったことから当惑したという。しかし、急ぎ、各部隊に再武装を行い、陣地を占領するよう命じた。民間人には、軍はまだやるのかと苦情を言う者もいたという。
南樺太北方の西海岸の恵須取（読み：エストル）では、日本軍守備隊がいないと思ったソ連軍兵士らが特段の攻撃姿勢もなく上陸してきたところを、日本軍兵士らが銃撃しソ連兵7名ほどを殺害、ソ連軍も反撃し、これが終戦後の樺太での最初の戦闘開始となったという。恵須取では14日に大規模な停電が起き、現地部隊兵士らは15日に玉音放送があったことも知らず、また、現地部隊上層部らは終戦の事実を隠していたとされる。
ソ連軍の見解は、天皇のポツダム宣言受諾発表は一般的な降伏宣言で日本軍は依然抗戦を続けている、天皇が軍に戦闘行動を停止し武器を置くよう命じ実際にそれが行われたときに降伏とみなすことができるというものであった。日ソ両軍とも停戦に応じる意思はあるが、日本軍の要求は、ソ連軍の現位置での進駐停止であり、それ以上前進するならば戦闘によってでも阻止する、ソ連軍の方針は、無条件降伏である以上は目的地まで前進し進駐を進めるというものであった。南樺太死守の命令を受けた現地日本軍は武装解除・降伏及びソ連軍の進駐に応じず、ソ連軍は8月16日後も引き続き軍事攻撃による進攻を続けた。アメリカ軍のダグラス・マッカーサー元帥はソ連軍参謀本部に対して攻撃停止（当面の進軍停止）について申し入れたが、ソ連側は（日本軍がソ連軍の進駐に応じない以上は）ソ連軍が攻撃停止するかは地域の最高司令官の判断によるとして、協議に応じなかった。ソ連軍も一般兵士らは8月15日の日本のポツダム宣言受諾を知らされておらず、また、日本軍側からの要望による停戦交渉のたび、各部隊に戦闘停止が命じられた為降伏したらしいと聞いて彼らが戦闘を中止しても、狂信的な日本軍の抗戦派が何度も戦闘を再開してくるように感じたという。
もともとソ連軍は満州での戦いの進展状況を見て南樺太・千島の攻略を行う予定であったが、満州の戦局が予想以上に有利に進んだためソ連軍最高統帥部は8月10日樺太での本格侵攻を決定した。Cherevko（2003年）は、満州と樺太で日本軍が降伏せずに戦闘行動を続けたため、ソ連軍は攻撃を進めたと述べている。他方、中山（2001年）によれば、ソ連側が樺太南部への侵攻を続けた理由は、樺太から北海道への日本側の引揚げ阻止と、北海道北部占領のための拠点確保にあったとする。8月18-19日には、極東ソ連軍総司令官アレクサンドル・ヴァシレフスキー元帥が、8月25日までの樺太と千島の占領、9月1日までの北海道北部の占領を下令した。国境地帯の古屯付近では8月16日にソ連軍が総攻撃を開始したが、日本側守備隊の歩兵第125連隊が即時停戦命令を受けて8月19日に武装解除するまで、主陣地制圧はできなかった。ソ連軍は同じ8月16日に塔路上陸作戦も行ったが、上陸部隊の進撃は低調だった。交通路は避難民で混雑し、日本軍は橋の破壊などによる敵軍阻止を断念することが多かった。この間、日本側は現在位置で停止しての停戦を各地で交渉し、峯木師団長自身も北地区へ交渉に向かっていたが、進撃停止は全てソ連側に拒否され、しばしば軍使が射殺される事件も起きた。

### 8月11日～：国境地帯への侵攻

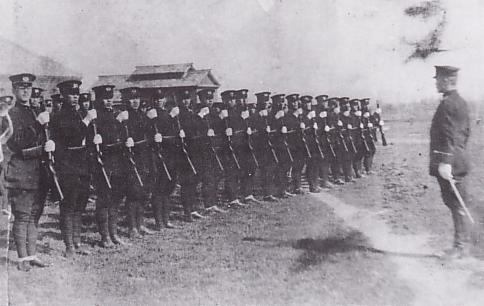
日本の国境警察隊：陸軍部隊とともにソ連軍を迎撃

国境の北地区守備を担当する歩兵第125連隊は、8月9日の時点では主力は内路・上敷香にあり、第2大隊だけが古屯でソ連軍に備えていた。開戦と同時に、連隊長の小林大佐は、国境付近の分哨や住民の後退と道路破壊を命じ、連隊主力を率いて北上した。ソ連軍が砲撃を行うだけで進撃に着手しなかったため、10日には古屯北西の八方山へ布陣を終えることができた。住民誘導や道路破壊作業は、上敷香に進出した師団参謀の指導で、特設警備隊や地区特設警備隊を中心に進められた。
ソ連軍の中央軍道方面からの侵攻は、8月11日午前5時頃に始まった。最前線の半田集落は歩兵2個小隊と国境警察隊28名の計100名程度の守備兵力ながら、戦車と航空機に支援されたソ連軍先遣隊を丸一昼夜阻止した後、8月12日にほぼ全滅した。この玉砕は付近の日本軍に士気高揚をもたらし、他方、ソ連軍には野戦築城レベルの半田に要塞があったかのように記録させるほど衝撃を与えた。8月12日昼には、武意加からツンドラ地帯を強行突破したソ連軍第179狙撃連隊が古屯に進出しはじめたが、訓練用の木銃と銃剣で武装した輜重兵第88連隊第2大隊や憲兵の突撃で足止めされている。なお、第5方面軍が9日に発した積極攻撃禁止命令は、この頃に歩兵第125連隊へと届き、以後の戦術を制約していった。
8月13日、ソ連軍第1梯団は、日本の歩兵第125連隊に対し、軍道上の梯団主力と迂回した第179狙撃連隊による包囲攻撃を開始した。日本軍の速射砲などではソ連戦車を撃破できず、軍道上の師走陣地守備隊は大損害を受けて撤退したが、激しい抵抗に驚いたソ連第1梯団主力も数百m前進しただけで防御態勢に移行した。古屯の兵舎周辺では、日本の歩兵第125連隊第1大隊とソ連軍第179狙撃連隊との激戦が続いたが、8月16日夕刻までに日本側は大隊長小林貞治少佐、岩貝大隊副官が戦死し、撤退に追い込まれた。
8月16日にソ連軍主力も火砲213門等を投じた総攻撃を再開し、古屯までの軍道を開通させたが、主陣地である八方山は陥とせなかった。8月17日から18日頃、日本の歩兵第125連隊本部に師団からの停戦命令が届いたものの、そのまま戦闘は続いた。8月18日、連隊長の小林大佐は軍使を派遣して、降伏に応じた。歩兵第125連隊は、8月19日10時に武装解除して戦闘を終えた。
北地区の日本側指揮は、歩兵第125連隊降伏後、上敷香にいた第88師団参謀らが実質的に引き継いでいる。中央軍道方面での戦闘の間に、8月17日朝には上敷香の住民避難が終わり、その市街地は日本軍の焦土戦術としての放火とソ連軍機20機の空襲により全焼している。敷香も8月20日に放棄され、総引き揚げとなった。内路鉄橋や知取川鉄橋爆破による防衛線構築が検討されたが、避難民が残っていることから断念された。#全般状況で既述のように、前進してきた日本側の師団長・師団参謀長らとソ連側の交渉の結果、22日に停戦合意が成立した。
また、中央軍道とは別に、8月12日に西海岸の西柵丹村安別にもソ連軍の侵攻があったが、歩兵第125連隊の安別派遣隊（1個中隊）などが住民の支援を受けて対抗した。安別派遣隊は、8月20日に連隊本部からの停戦命令を受けた後も投降せず、他隊の人員を吸収して約500人で南下した。名好町北部に至って部隊を解散し、私服に着替えて自由行動をとり、一部は北海道の第5方面軍司令部への報告に成功している。
北地区の戦闘で日本軍の受けた損害は、戦死568名であった。そのほとんどは古屯周辺の戦闘で生じた。他方、ソ連側の損害は不明であるが、日本軍の推定では戦死1千名と戦車破壊数十両となっている。
なお、日本海軍の敷香基地部隊は飛行場周辺で対空戦闘を行っていたが、8月14日夕刻、陸軍とは連絡を取らずに独断で大泊基地への撤退を決めた。北東空司令部の制止も無視して通信設備を破壊し、翌8月15日早朝に高角砲台などを爆破して大泊基地へと自動車で撤退した。当初は大泊を守備する構想だったが、移動中にポツダム宣言受諾を知って戦闘を放棄し、大泊基地部隊とともに海防艦「占守」へ優先的に搭乗して北海道へ引き揚げた。ただし、豊原海軍武官府は同行せずに残留し、民間人の保護にあたっている。

### 8月16日～：塔路上陸作戦

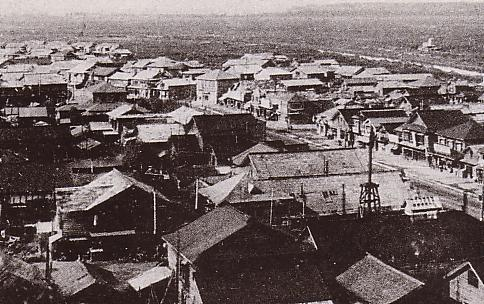
恵須取町の市街地（浜市街）。

#### 塔路上陸
ソ連軍は、第2期作戦の一環として、南樺太第2の都市である恵須取町に近い塔路上陸作戦を計画していた。そのため8月10日以降、恵須取港と塔路港はソ連北太平洋艦隊航空隊の攻撃目標とされていた。8月13日には魚雷艇とカッターボートによる偵察が行われ、ほとんど守備兵力はないと判断された。このとき、恵須取港沖合から濱市街南側に向かった艦艇からは艦砲射撃のもとに2～3隻の舟艇が陸に接近してきたが、特設警備第301中隊の銃撃により引き返している。上陸決行は陸上侵攻と連携して実施する予定だったが、アンドレエフ北太平洋艦隊司令官は好機と考えて、8月16日の上陸を独断で決めた。
恵須取町・塔路町付近は、開戦時には歩兵第125連隊の1個中隊と若干の後方部隊がいるだけだった。安別へのソ連軍侵攻後、本斗安別線からの襲来の危険が生じたため、歩兵第25連隊の正規1個中隊（機関銃小隊配属）と訓練中の初年兵1個中隊（山砲1門配属）などが8月14日に増派されていた。そのほか、特設警備第301中隊と豊原地区第8特設警備隊、義勇戦闘隊（学徒600名と女子80名を含む）も召集されている。豊原地区司令部から出張中だった富澤健三大佐が臨時に指揮官に任じられた。日本軍は正規歩兵2個中隊を恵須取市街から内陸の上恵須取へ続く隘路に配備して防衛線を張り、特設警備第301中隊のうち1個小隊（義勇戦闘隊40人配属）を塔路飛行場の破壊と塔路港守備に充て、残りは住民避難の援護のため恵須取市街に置いた。住民の多くは上恵須取方面へ避難に移り、塔路ではソ連軍上陸時に約20％だけが残っていた。なお、日本軍は13日のソ連軍偵察隊を本格上陸と誤認し、特設警備中隊の射撃で撃退に成功したと考えていた。ところが、塔路の町ではこれがソ連軍上陸と誤り伝えられて恐慌を来たしたとも、15日にソ連軍がついに上陸するとの噂が立ったともいうが、男らは竹槍を持たされ斬込決死隊として集められ、三菱塔路炭鉱に避難させられた女・子ども・老人1,400人はソ連軍による凌辱を懼れるあまり通風管の空気を止められて危うく集団自決させられる寸前になった事件が起きている。
8月15日、ソ連軍は警備艦1隻・機雷敷設艦1隻・輸送船2隻・小艦艇多数を、ソヴィエツカヤ・ガヴァニから4波に分けて出撃させた。8月16日早朝、当初は少数の兵力で静かに浜に上陸してきたが、潜んでいた日本軍守備隊が直ちにこれを攻撃、ソ連兵らは死者を出して逃げ、その結果、第365海軍歩兵大隊と第113狙撃旅団第2大隊が、艦砲射撃と海軍機の援護下で塔路港に上陸を開始することとなった。塔路の町は焼失し、守備の1個小隊は壊滅した。阿部庄松塔路町長（義勇戦闘隊長も兼務）らは、恵須取支庁から終戦と抵抗中止を通知されてソ連海軍歩兵との停戦交渉に向かったが、武装解除と住民の呼び戻しを要求されて人質に取られ、まもなく射殺された。上恵須取へ避難する民間人は、無差別な機銃掃射を受けて死傷者が続出した。ソ連機は朝陽や夕陽を背にして飛んで来て、音はしても直前まで姿が見えず、ソ連機がやってくると必ず誰かが死んだという。本来これはソ連機の得意とした放胆な低空攻撃戦術（正確な攻撃が可能だが、小銃の銃撃程度でも危険となる。）だが、非武装の民間人相手では航空機パイロットにとって、もはや何の勇敢さも必要なかった。

#### 日本軍の動き
このとき恵須取住民からは軍が先に逃げたと非難されている。第88師団参謀長の鈴木康生大佐によれば、現地在郷軍人2百人を集めて特設警備隊を編成、13日の敵が上陸しかけたと聞いて、さらに3個中隊を恵須取近辺に急派し、方面軍から派遣されてきた吉野貞吾少佐を総指揮官としたが、ソ連軍が本格上陸すれば勝負にならないので24キロ山に入った上恵須取で防げと指示した自身の責任とした。鈴木は、特設警備隊も16日には上恵須取に下がっていたはずとし、これは戦闘手段だと主張している。その上恵須取では最終的に、付近の山中に日本軍がまだ何千人もいるから降伏勧告に行けと、ソ連軍に住民が命じられて勧告に行き、日本軍将兵らは降伏の形をとるのを嫌ったものの、結局、降伏しなければ住民らが殺されかねないとの説得を受けて、千人以上の将兵が投降、山中から出て来ている。読売新聞の『昭和史の天皇』（新聞連載時1968年）は、指揮官となった吉野少佐が赴任途上に終戦を知ったものの、上恵須取に着くと兵らが息巻いて銃を捨てようとしない、そこで無用の衝突を避けるため、分水嶺のある白雲峡にまで兵を下げた、あるいは、戦闘するつもりで押し寄せる避難民を巻き添えにしないため移動し山に籠っていたが、24日に師団命令を受けたので出て来たという、日本軍将兵らの説明を紹介している。この当時の説明では、北方軍司令官樋口中将の南樺太死守命令が伏せられている。

#### 恵須取の戦い（直線道路の戦い他）
特設警備隊や義勇戦闘隊は恵須取の山市街の防戦でかなりの成果をあげている。特設警備第301中隊（中垣重男大尉）は、初年兵中隊や地区特設警備隊、国民義勇戦闘隊、警察隊などをかき集めて、塔路から続く道の恵須取の山市街入口に布陣し、避難民の援護にあたった。16日午後2時には恵須取から上恵須取への避難路にある山市街の王子製紙工場がソ連兵300人によって占領され、交通は遮断され、尾崎支庁長・肥後町長ら住民・義勇兵400人は内恵道路を使わず恵須取中学の裏山に分け入り山越えで、上恵須取に向かった。塔路から恵須取への経路は南側4キロがコケモモ、エゾツツジのツンドラ上に直線状になっていて直線道路と呼ばれていた。特設警備隊・義勇戦闘隊からなる中垣隊は、直線道路の終点にある鉄筋2階建てのカフェパレスに拠った。中垣隊は塔路から南下侵攻してきたソ連海軍歩兵2個中隊を阻止したうえ、逆襲に転じて敗走させ、王子製紙工場付近まで追撃した。ソ連兵らは工場に火を付けて煙に紛れて逃げることを図ったものの、木造バラックの工場はたちまち燃え落ち、遮蔽物のないまま逃げるソ連兵を中垣隊は壊滅させた。その後、中垣隊は恵須取支庁長以下400名の避難民の後衛を務め、翌17日午前3時頃には上恵須取へ到着した。他の市内や周辺の陣地に拠っていた義勇戦闘隊に命令を徹底させることは困難であったか、考慮から落ちていたようである。ソ連軍は8月17日午前7時～8時30分に恵須取山市街を占領、午前10時30分頃に恵須取港から上陸した独立機関銃中隊とともに浜市街を占領した。ソ連側記録によると8月17日にも恵須取で市街戦があったことになっているが、実際には日本軍の正規部隊は残っていなかったとされる。ただし、実際には防衛に当たっていた義勇戦闘隊などの行動はほとんど明らかでなく、推測するしかないともされている。支庁長・町長らや中垣本隊は退去できたものの、他の義勇隊は全滅したとみられている。作家・評論家の吉武輝子の全体的な評価によれば、恵須取は重要な防衛拠点だったが、国境防衛のために配属されていた小隊が退去、師団から任命された支庁長・町長らが隊長の義勇戦闘隊、恵須取中学・工業・青年学校生徒約600人の学徒義勇戦闘隊、70～80人の女子義勇戦闘隊、84人の女子監視哨隊が防衛にあたり、竹槍突撃した女性が戦死するほどであったとする。

#### 女性監視哨隊員の活躍
恵須取の監視哨陣地で女子監視哨隊員12人が孤立、その頃、山市街にいた特設警備隊の中垣隊長は電話をしたところロシア語で応答があったことに驚き（途中の電話線が切断・利用されたものらしい）、救出に向かった。陣地に斬りこみ覚悟で飛び込み、自決を決意していた彼女らを発見、説得し、上恵須取へ集団脱出を図ることにし、中野軍曹以下数名の兵士を護衛に付けて送り出している。一方で、他の女子監視哨隊員らはいったんは特設警備隊の一部とともに上恵須取へ下がっていたものの、監視哨陣地の12人を案じ、自ら囮部隊となって彼女らを救出することを提案、全員を連れて恵須取の女子監視哨隊員を救出に行くことを警備隊に迫った。結局、警備隊は半数36人を連れて行くことで彼女らを納得させ、トラックで恵須取に向かうことになる。十分に連絡の取り合えないまま、彼女らは行き違うことになる。上恵須取の36人は、途中で避難してきた家族と出会った者も居たもののそのまま進んで敵中を突破し、運転助手1名を失いながらも恵須取の浜市街に到着する。知らせを聞いて待機していた佐藤曹長と合流し、監視哨陣地に向かい、結局12人はもはや居ないことを確認する。さらに地元警官らも加わって、怪我人らは手製の担架を作って乗せ、山中を歩いて上恵須取に脱出することになる。これら女性監視哨隊員らはその後さらに、上恵須取から豊原へと避難していった。しかし、最終地となるはずであった豊原で、今度は日本人により再び窮地に陥ることになる（後述）。

#### 終結
上恵須取の町は8月17日午後に空襲を受けて焼失し、疎開する中で特設警備隊や義勇戦闘隊は隊員が家族のもとに戻って解散状態となっていった。恵須取方面総指揮官として派遣された吉野貞吾少佐（富澤大佐から指揮権引き継ぎ）によってソ連軍との停戦交渉も行われたが、ソ連側が要求する住民の帰還を避難民らが拒み、武装解除にも応じず妥結に至らなかった。恵須取支庁長や吉野少佐は日本兵の士気が高く戦闘拡大のおそれがあると判断し、避難民や軍部隊をまとめ、内路恵須取線を東進してソ連軍から離れることにした。内路付近まで達した8月24日に、師団司令部から連絡将校が到着して投降命令が伝達され、部隊は武装解除を受け入れた。
なお、恵須取の先の直線道路での義勇隊らの抗戦は激しく、ソ連軍は多数の戦死者を出して撤退している。ソ連軍襲来前に、この義勇隊関係者らが朝鮮人らをスパイ容疑で処刑する事件が起きていて、後にその罪状で義勇隊員8人がこの道路でソ連軍から銃殺されている。日本人の間からは直線道路の戦いのときの復讐ではないかという声もある。

### 8月20日～：真岡・大泊上陸作戦

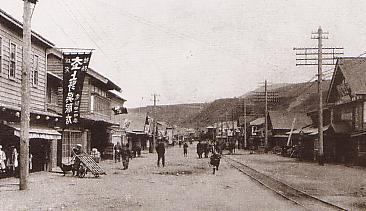
ソ連軍侵攻以前の真岡町の市街

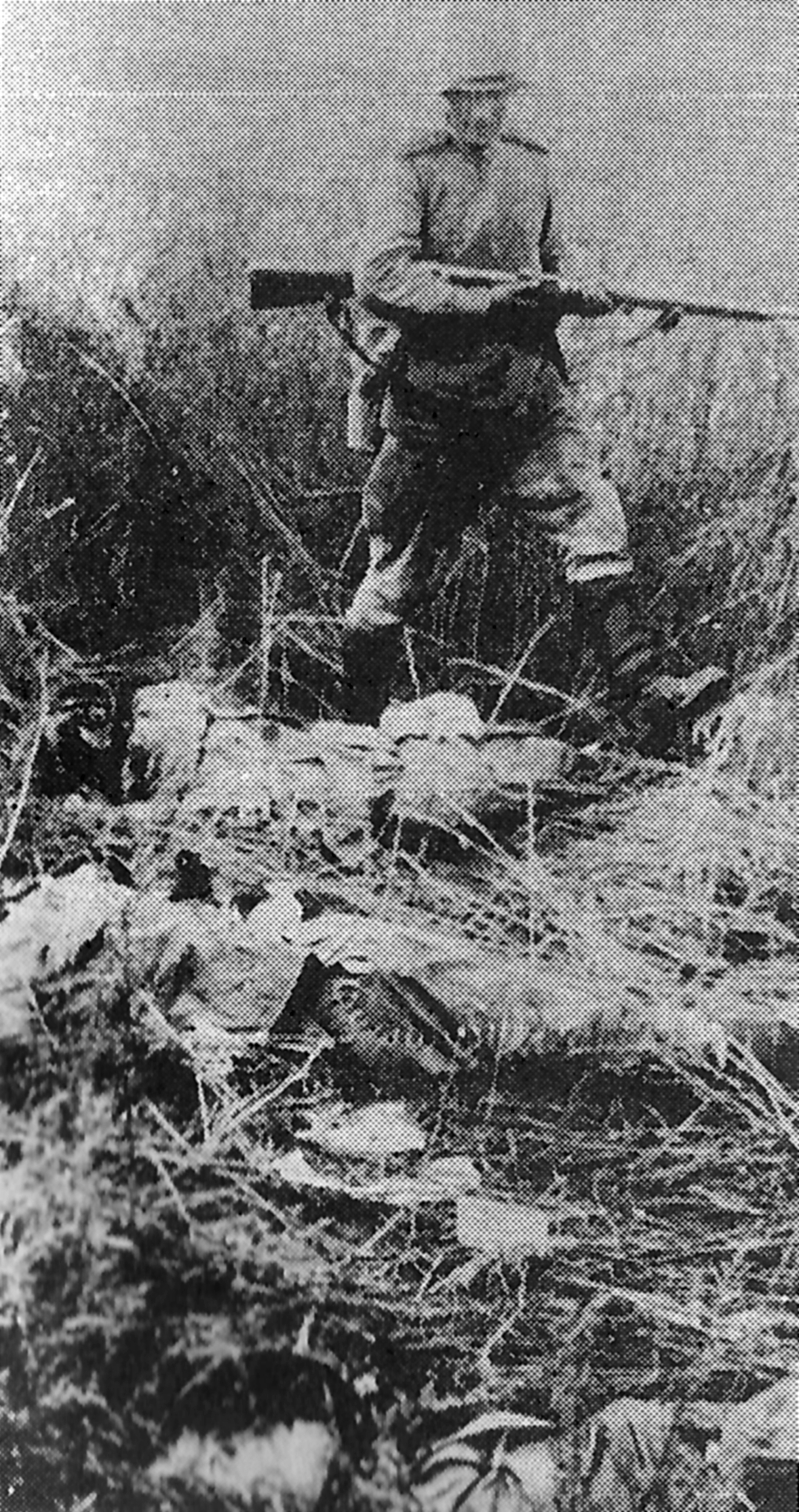
真岡・熊笹峠で日本軍の屍を越え進むソ連兵

#### ソ連軍上陸前の状況・背景
ソ連軍は、第3期作戦の補助作戦として真岡上陸作戦を計画していたが、国境方面の戦況などにかんがみ、8月15日に真岡上陸作戦の発動準備を下令した。戦史叢書は、ソ連側の接収目的による日本人による本土への物資引揚阻止の狙いを指摘する。中山隆志は、それに加えて北海道侵攻のための大泊等の拠点の早期確保にあったとする。ソ連側は、上陸部隊の第113狙撃旅団主力（約2,600人）と海軍混成歩兵大隊（820人）は、18日に間宮海峡付近のポストヴァヤ湾とワニノ湾で輸送船5隻と掃海艇4隻、警備艇9隻に乗船し、翌19日朝に出航した。上陸部隊指揮官は第113狙撃旅団長のI・Z・ザハーロフ大佐、船団指揮官はA・I・レオーノフ海軍大佐だった。
20日、第88師団の鈴木参謀長は初めてソ連軍との交渉を行ったが、第5方面軍の樺太死守命令に縛られた鈴木はソ連軍に南樺太進駐を見合わせることを主張、ソ連軍は彼らの進駐と日本軍の武装解除･全面投降を主張し、停戦交渉は纏まらなかった。
敷香で武装解除を受けた日本兵が引揚て来て20日に真岡駅すぐ近くの北真岡の駅にいたことが、駅関係者の証言から確認できる。このため、この時点ではソ連軍も日本軍が師団全体として降伏した、あるいは、降伏するものと思っていた可能性が高い。一方、日本側は、真岡港を本土への引き揚げ乗船地として使用中で、町は地元住民と避難民1万5000人以上であふれていた。守備隊としては歩兵第25連隊主力が置かれていたが、すでに軍旗の焼却や約1割を占める古年次兵の除隊、特設警備隊の防衛召集解除などを完了していた。歩兵第25連隊のうち第1大隊だけが海岸正面に陣地構築中だったが、8月16日に海岸の陣地や市街地から兵を引き上げ、1-2km内陸の荒貝沢の谷地にテントを張って野営して待機した。市街地付近に残されたのは、憲兵、監視哨の機関銃・連隊砲各1個分隊とさして戦力のない陸軍船舶兵程度であった。
『戦史叢書44 北東方面陸軍作戦 2 千島・樺太・北海道の防衛』(1971年)には、8月15日の終戦後も、自衛戦闘を可とする大本営の指示を盾に、北海道の第5方面軍樋口司令官から樺太死守の命令が事実上続いたことが触れられている。しかし、『戦史叢書』の記述には、しばしば旧軍関係者からのより以前の調査回答や1960年代半ばの「北海タイムス」の連載『樺太終戦ものがたり』の記事中の内容を元にしたものがあり、その当時は樋口司令官の樺太死守命令は世間一般にはあまり知られていなかった為、『戦史叢書』の旧軍人の証言の中には樺太死守命令について口を噤んだ結果として、その主張内容が全体と噛み合わなくなっているものがあり、注意を要する。

#### なぜ真岡町内に戦闘兵力を配置しなかったか
日本軍は司令部のある豊原の防衛を重視し、師団司令部は国境から南下してくるソ連軍の目標は豊原としていたとみられる。第25連隊が豊原手前の逢坂で配備についていた。真岡から豊原に至る主要な経路は豊真山道と豊真線（鉄道）の二つで、真岡に上陸したソ連軍はこの経路を通って、豊原を目指すこととなった。日本軍は、豊真山道については荒貝沢から熊笹峠にかけて、豊真線については宝台近辺の山を、防衛戦に有利なため防衛ラインとすることとした。荒貝沢に第1大隊の主力が置かれ、後方に下がっていく形で熊笹峠が主戦場となる。（なお、住民らには、この他により真岡南サイドに新設された避難林道を通って、あるいは真岡町裏手の山に分け入り逢坂を目指す者、ほぼ海沿いに南にある港の本斗を目指す者らがいた。）
軍が真岡に兵を配置せず防衛しなかったことについて真岡住民からは批判がある。町内に兵を配置しなかったことについて、近辺に駐留していた第25連隊第1大隊長の仲川義夫少佐は、防衛庁（当時）の戦史資料室の問合せに対して、ソ連軍が平和進駐することを前提に、その際不測の事態が起きて市民に負傷者が出るのを防ぐためとしていた。また、第25連隊長の山沢大佐は、20日朝に第1大隊第2中隊が武装解除の準備を行うと報告する状態だったとの回答を、戦史資料室に寄せている。戦後もしばらくは、樋口中将が8月16日と19日にそれぞれ自衛戦闘を名目に事実上の南樺太の死守命令を出したことは一般にはあまり知られていなかった。その為なのであろうか、これら戦史資料室への回答や読売新聞の取材では、第25連隊長の山沢饒大佐も仲川少佐も北海道の第5方面軍の樋口中将からの南樺太死守命令については語ることなく、山沢大佐はソ連軍に武装解除を受けるものと19日朝もいったんは思ったこと、仲川少佐は20日朝までソ連軍の平和進駐を受けるつもりであったこと等を述べている。また、そのうえで、山沢大佐は師団にはソ連の船団が来つつあるとの情報が入り、それで自身の部隊の移動命令が変わったのだが、そのときは自分はそんな事とは知らなかった、ソ連軍の攻撃が始まったので、各所に出してあった軍を集めた結果、熊笹峠に移動させる結果になったのだと、読売新聞の取材には回答している。これらについて、読売新聞の連載『昭和史の天皇』の記事(1968年)は、仲川少佐や山沢大佐本人の証言の形ではなく、同新聞の編集部の見解として、日本軍が戦力を真岡の町郊外に出していたのは、町中で同胞から武装解除を受けるのを見られるのを恥じた為と、万一トラブルが起こったときに民間人に負傷者が出るのを避ける配慮だと解説し、また、日本軍が真岡防衛をしなかったことについては「戦力が足りないためどのみち無理であった」と述べている。しかし、この後の1971年に『戦史叢書』44巻が公刊され、（『戦史叢書』編集者自身は18日以降の戦闘も自衛戦闘と主張しているものの）樋口中将からそもそも南樺太死守命令が出ていたことが明らかとなっている。
また、山沢大佐は『歩兵第二十五連隊関係聴取録』において、歩兵砲兵大隊長菅原少佐を第一大隊に派遣し、ソ連軍が豊原に進入すれば、そこから北の住民の北海道引揚が不可能になるので、時間を稼ぎ、敵がこれを認めない場合は自衛のための交戦をしてもよいと、伝えたとする。これらに基づいて、藤村建雄は、豊原市の重視については、真岡住民を大泊から北海道に避難させるためには豊原を守る必要があったためとしているようである。しかし、仲川大隊は、後述の村田軍使の射殺事件後、ソ連軍の進攻を止めるため、夜陰に乗じて避難路上にある二つの橋の爆破を図り、一つはソ連軍の抵抗で失敗したものの、一つは成功している。

#### ソ連軍の真岡上陸
8月20日未明数隻のソ連艦船が真岡沖に現れ、日本側時間午前6時頃（『戦史叢書』によれば、ソ連側記録では午前6時半頃。）、警備艦と敷設艦各1隻に護衛されたソ連軍船団が、礼砲（空砲）を撃って、霧の真岡に上陸を開始した。このとき、ソ連軍は浅瀬に座礁した魚雷艇が日本軍の実弾による先制射撃を受けたため艦砲射撃で応戦したと記録しているのに対し、日本側は舟艇の座礁を目撃したが射撃は加えていないと記録している。当時、真岡郊外の荒貝沢にいた連隊砲の広瀬分隊長は20日早朝に真岡沖にソ連艦隊が現れ、上陸舟艇が突進するのを見たが、電話連絡しても発砲禁止との答えしかなく、攻撃できなかったとする。広瀬分隊の前田貞夫上等兵によれば、分隊は北真岡の漁港後方標高150mほどの海岸段丘にいて、先にソ連軍が実弾を発砲したとする。しかし、第1機関銃中隊の真岡に派遣されていた分隊隊長が（空砲に対し）実弾での応戦命令を下したと聞いたとする同中隊士官の証言、実弾はどちらが先か分からないが日本軍側からは真岡の憲兵隊か特警中隊が口火を切ったらしいと書かれた第25連隊第2中隊兵士が大隊副官の父に送った書簡等もあって、日本軍が実弾攻撃を始めた可能性を指摘する声は第25連隊関係者にもある。敷香動員署に赴任予定であった道下隆俊が戦後に目撃者に聞いてまわった調査による回想記『ソ連軍進駐時の真岡町を回顧して』では、当初、ソ連軍兵士らは笑ってのんびりした様子で小舟で上陸してきたが、ソ連軍艦船が礼砲を撃ったのに対し、日本軍は実弾攻撃を開始、砲撃戦が始まったという。元樺太新聞編集局長の星野龍猪や北海道新聞真岡支局長の藤井康吉もこれらを認めているとされる。ソ連軍は艦砲射撃に援護されて侵攻、ソ連側記録で12時頃までに港湾地区を、14時頃までに市街地を占領した。港内にあった貨物船「交通丸」と機帆船・漁船は、拿捕されるか撃沈された。日本側記録によると、日本軍は一切の発砲を禁じて内陸の高地の蔭に後退し、豊原方面へと民間人を誘導するとともに軍用物資を放出して配布している。
ソ連側記録は、市街戦で建物や地下室に立て篭もった日本軍を掃討し、日本兵300名以上を死傷させ、600名以上を捕虜にしたとするが、日本側記録によると真岡市街には防御陣地はなく、日本軍も応戦していない。そのため、攻撃を受けたのは民間人、特に軍服類似の国民服を着用していた者だったのではないかとも言われている（なお、国民服に限らず、ほぼ青壮年男性一般が海岸倉庫にしばらく拘留されている。）。防空壕をトーチカのように思い、中に居る者をろくに確かめず、銃撃あるいは手榴弾を投げ込み攻撃したのではないかとする見方もある。実際にその種の事件が起きていた、明らかにそうだと思われる死体を目撃したとの証言も多い。
それでも猶、北郊外の広瀬分隊10名とは別に、真岡町には港湾・防空警戒のため山砲1分隊と高射機関銃2挺が配備され、また、特設警備第305中隊が警備を担当していたという。道下隆俊によれば町内には、（正規軍部隊としては）陸軍暁部隊（海上輸送の部隊である）約30名、防空監視哨約40名、対空射撃部隊約40名と、全部で100名強、多くとも200名もいなかったのではないかとし、砲撃戦が始まるや、早々に退散したものとみている。恵須取では義勇戦闘隊も抵抗したとみられるが、真岡で義勇隊や特設警備隊についての住民の証言はなく、解散されたまま行動はなかったと考えられる。占領当日、ソ連軍は町の要人らを呼び出し海岸に連行し銃殺したともされる（町長の高橋勝次郎は重傷で生存）。これについては、国民服、警防団服、戦闘帽、カーキ色の服を着ていた者を兵士と考えて射殺したとの見方もあり、道下隆俊の回想記『ソ連軍進駐時の真岡町を回顧して』で、高橋町長は国民服を着てゲートルを巻いていたので軍人と間違われたと書いている（無論、正規兵・義勇隊員であっても投降した無抵抗の者を射殺したのであれば、国際法違反である。）。道下によれば、警察署長は部下と共にソ連兵につかまり収容され、憲兵隊長は砲撃戦が始まるや部下と共に豊原まで避難、支庁長も官舎を抜け出し山中や国道を歩いて豊原に避難したという。その結果、町としての纏まった行動やソ連軍側との交渉ができなくなっている。

#### 市街地内外での惨事
真岡では、電信局の女性職員が集団自決した真岡郵便電信局事件だけでなく、中学校や国民学校の教諭や軍事教官らが各家で妻子とともに自決する事件、その他一般人の中からも一家心中を図った事件や、防空壕に逃げ込んだものの子供が泣き出したためにソ連兵に見つかることを怖れる周囲の者から出ていくか子供を殺すよう迫られた事件が続発、南部の港に向かう避難路でも同様な事件が頻繁に見られたという。退役軍人の教員の一家自決では、隣家の同僚の主婦とその子どもまで殺害、事件後間もない時期に、それを知悉しているはずの新聞記者や他の軍事教官は、亡くなった主婦の夫（彼も元軍人で、亡くなった教員の同僚である）に、彼の妻子まで殺害されたことは黙ったまま、記者は教員の一家自決をさすがは元将校と讃え、軍事教官はその同僚に彼の子を通じて同じ学校の生徒である死んだ教員の子にその死を伝えてあげるよう言ってきたという。ソ連側は、自軍の損害として、陸軍兵60人と海軍歩兵17人が死傷したとしている。真岡での日本人はおよそ千名の死者が出たという。また、引揚船も攻撃されたという。

#### 真岡市街地での混乱終結の模様
警察訓練所のある所員の回想によれば、20日早朝、電話連絡を受けて真岡北方沖を遊弋するソ連軍船団を警察署長と見に行ったところ、そのうち船団が真岡沖に向かってくると、署長は狼狽、帰署して非常招集をかけたという。署長自身の手記によれば、自身を先頭に白旗を掲げ、港に行って、ソ連軍を迎えて平和交渉をしようと檄を飛ばしたが、署自体が銃撃を受けた（ちなみに、この警察署は、9人の女性が殉職した真岡郵便電信局の隣ちにあった。）。署長は防空壕に退避した。警官らのある者らは二階に上がり飛び降りるなりして逃げたものの一部はソ連兵に射殺され、ある者らは半地下の留置場に退避したが、やがてソ連兵に発見されて海岸に連行された。海岸では、女性・子供は帰されたが、国民服・警防団服・戦闘帽・カーキ色の服を着ていた16歳以上の男性は防波堤上に並ばされ、兵隊として機関銃掃射で射殺された。
ある食堂の女性経営者は防空壕にこもっていたが、銃弾が中にも飛び込み、とても避けきれないと判断、ソ連兵の「手を挙げて出てこい」との呼びかけを聴いて出ていき、ソ連兵に捕らえられた。血まみれで倒れている女性らの姿や火事が起こり始めているのを見た彼女は、手を上げて抵抗しなければソ連兵も殺さないようだと考え、連行されながら「家の中に居る人はすぐ出なさい。すぐ出ないと焼け死にますよ」「手をあげて出なさい。戦闘帽とゲートルをとり、国防色の服は上着をぬいで出なさい。兵隊とまちがわれます」と大声で叫んで歩いていた。ソ連兵が火を付けて周囲が火の海になっていく中で、その声を聞いて、警察署長も投降を決意、署員らと壕の外に出て、ソ連兵に逮捕され、海岸に連行されることになった。
バグロフの『日ソ戦史　南樺太および千島戦史』によれば、ウラジオ時間と思われるが20日14時に、したがって日本時間午後1時頃に、真岡市及び港湾が事実上占領されたとされる。

#### 日本軍部隊の行動
逃げる住民を追ってくるかのように進んできたソ連軍と真岡の北の荒貝沢の山中でようやく正規兵どうしの本格的な白兵戦が始まっている。
日本軍歩兵第25連隊第1大隊の仲川大隊長は、前夜乃至未明の連絡でソ連艦船の接近を知り、白旗を準備作成し、軍使の手配もしていた、朝のソ連軍の砲声でソ連軍の真岡攻撃を知ったとする。第25連隊の山沢連隊長山沢連隊長も砲声によって真岡攻撃を知ったとし、勝手に真岡を攻撃上陸し、軍使を射殺（後述）するようなソ連軍側が一方的に悪いとする。また、僅かながら真岡にいた日本軍が先に実弾を発砲したとは信じられないとする。なお、仲川元大隊長・山沢元連隊長の読売新聞取材の証言には、樋口司令官の南樺太死守命令や大本営の自衛戦闘許可の話自体は出て来ない。読売新聞に山沢連隊長は刑法の正当防衛・緊急避難的なものとして聞こえるような形、あるいは話がどう転んでもいいよう曖昧な形で「自衛の戦闘」について語っているようにも見える（戦史資料室の調査には大本営の自衛戦闘についてはっきり語っているようでもある。）。新聞・戦史資料室いずれに対しても、仲川大隊長は「自衛戦闘」を軍が本来規定している衛戍令に基づくものと説明しているようである。これらのズレについては、『戦史叢書』では戦闘当時の互いの意思疎通の問題ということにして片付けている。

#### 村田軍使の射殺
日本軍歩兵第25連隊第1大隊の仲川大隊長は軍使を派遣したが、軍使の大隊副官村田徳兵中尉らは途中でソ連兵らに停止させられ、射殺された。このとき、軍使一行は13人で番犬も付け、さらにこれとは別に、霧が深かったことから不測の事態を避けるためとして、50mごとに逓伝哨を付けている。これについて、第1大隊第2中隊の高橋進中隊長は、なぜ兵をこれほど多数つけるのかと不思議に思い、軍使一行が殺害されたと聞いて、これはいかんと思ったと語っている（つまり、軍使一行は、初めから停戦交渉にかこつけてソ連軍側支配地域に入り込み交渉に出て来たソ連軍の然るべき人間を騙し討ちにして戦闘開始なり脱出なりする決死隊だったのではないかと疑い、であれば、周りの日本軍関係者は停戦交渉を成立させるつもりはもとよりなさそうだ、と高橋は考えたのである。）。また、この軍使派遣について戦史資料室の問合せに対し、山沢元連隊長は、自身は命じていない、仲川自身の判断だろうとし、同時に軍使派遣は独断であっても当然の措置と認め、仲川元大隊長は、事実上自身の判断であることを認めている。

#### 衛戍令の発動
第1大隊長仲川義夫少佐はソ連軍が平和進駐するものと思っていたが、この停戦失敗により、連隊長の指示により衛戍勤務令による武器使用を続けることになったと語る。ただし、この主張は、そもそも方面軍司令官の樋口中将から樺太死守の命令が出ていたことと齟齬し、参謀本部の停戦命令に反して交戦が起こったことについて、樋口司令官に忖度した発言の可能性がある。

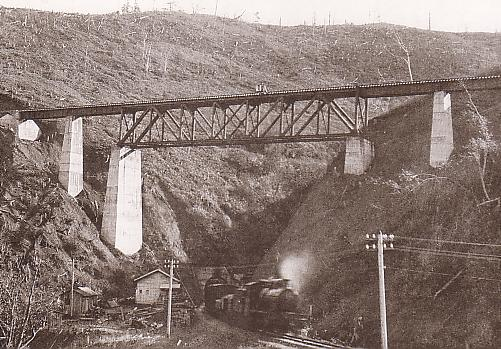
豊真線の宝台ループ線。付近で8月21-22日にソ連の真岡上陸軍と日本軍の戦闘が行われた。

ソ連軍の行動を見た日本軍は、衛戍勤務令12条と13条（警備行動に関する規定）に基づいて限定的な武器使用許可を行い、8月20日15時30分頃に山中でソ連軍と小競り合いを生じたとする。ただし、こういった衛戍令による使用許可云々の発言は、もともと以前になされた証言によるものである（このときは衛戍勤務令11条2項と誤って語っている。）。樋口中将の南樺太死守命令は、1971年に戦史叢書の『北島方面陸軍作戦<2>』で広く知られるようになったが、長らく一般にはあまり知られていず、衛戍令発言は樋口の南樺太死守命令を隠す形となっている。

#### 真岡占領後の動き
8月21日になって豊原へ向けて進撃を始めたソ連軍は、日本の歩兵第25連隊第1大隊を攻撃し、日本側も応戦した。次第に浸透された日本側は同日夜に逢坂へ撤退し、新たに第3大隊を熊笹峠と宝台ループ線へ布陣させた。ソ連側は逢坂集落など各地に空襲と艦砲射撃を行いながら進撃した。日本側は衛生兵までが白兵戦を行ったという。日本側は師団司令部のある豊原の防衛のために熊笹峠などで8月22日まで遅滞戦術をとることとした。真岡には港から脱出しようと樺太各地から日本人が集まり、もとからの真岡の日本人住民らとともに多数の日本人が取り残されていたが、このとき真岡にほど近い熊笹峠には既に砲を備えた200名以上の日本軍兵士がいたものの、豊原防衛のためにこの地を守備していただけで、真岡市を守るための行動は結局とらなかったという。
また、この頃、真岡郊外の農村集落の一つで、日本人農民が、朝鮮人らがソ連のためにスパイ活動をしているのではないか、日本人から略奪を行うのではないかと怖れて、同じ集落内の朝鮮人を集団虐殺する事件（瑞穂事件）が起きている。
その後ソ連軍が真岡で収容していた日本人男性らを一部釈放すると、彼らは占領されるくらいなら焼いた方がましだと、あちこちで火付けを始め、真岡の町は2/3が焼け野原となったとされる。ソ連軍は、火事場にいたとする男性5～6人を岸壁に連行し、まだ倉庫に収容されていた日本人らを出してきて、日本人らに見せつける形で問題の男性らを銃殺、その体を海に蹴り落したという。

#### 逢坂・豊原の被害
逢坂市街地は21日には避難民の流れが途絶え、ソ連機の執拗な空襲に見舞われる。空襲によるものか、日本軍の焦土戦術としての放火によるものか不明ながら、22日に市内各所で火の手があがり、学校・郵便局など数カ所を残して灰燼に帰した。
20日時点で白旗や赤十字旗が掲げられていた豊原駅に対して空襲が始まっていた。豊原も8月22日には空襲を受け、避難民が集結していた駅前広場周辺が焼夷弾などを浴びた。豊原駅には白旗が掲げられ、広場の救護所には赤十字の対空標示があったが、６機とも３機ともいわれるソ連機が数次にわたって飛来を繰り返し爆撃・銃撃を行い100名以上が死亡したともされ、400戸が焼失した。全ての民家の屋根には大きな白旗が取り付けられたがソビエト軍は猛爆撃を行った。空襲は午前11時50分頃の汽車到着後には始まり、20分ほどは続いたとみられている。戦史叢書上の日本軍の報告では、豊原駅の爆撃を午後3時半から50分続き、死者400～500名ではないかとしている。多くの被害者らの証言は昼頃であることで一致している。国際法上の決まりはないが、通常、慣行として停戦交渉中は戦闘は一時停止される。ポツダム宣言を受諾したはずにもかかわらず日本軍側からの条件要求により、何度も停戦交渉が決裂していたが、それまでソ連軍側は比較的この慣行は守っていた。22日は午前10時台から停戦交渉が行われていて、本来ならば、戦闘は一時停止され、この爆撃は控えられるはずではなかったかとも思われるが、サハリンの郷土史家ニコライ・ヴィシネフスキーの研究によれば、これらの飛行機は沿海州から飛び立ったもので停戦協定成立の連絡が間に合わなかったという。

### 停戦成立まで
8月19日、日本の大本営は第5方面軍に対して、停戦交渉と武器引き渡しを許可した（大陸指2546号）。満州方面よりも3日遅れの発令であった。ただし結局、北海道第5方面軍は8月19日17時30分にも、第88師団に対して南樺太死守を命じ、ソ連軍が進駐してくるのであれば、戦闘を継続するよう命令（遠参特電第28号）していた。この内容では、本来ならば停戦交渉成立により終わっていなければならない筈の自衛戦闘の続行が指示され、南樺太を最後まで頑強に死守することが前提とされていた。
東部ソ連軍最高指揮官との8月19日の会見で樺太で戦闘が続いていることを知った満洲の関東軍から、20日に至急処置するよう電報（関総参戦電第1045号）が大本営参謀次長と第5方面軍宛てに届く。ここにおいても、方面軍からは関東軍に「ソ軍の不法行為は誠に目に余るものあり」「此の上は敵側最高指揮官をして厳命を発せしむるの要あり」と返電（遠参特電45号）する状態であった。しかし、8月21日に峯木第88師団長が第5方面軍の萩三郎参謀長に電話でソ連軍が進撃停止に応じない状況を説明し、全面衝突回避のため武装解除とソ連軍の進駐容認をせざるを得ないこと、これに対する樋口司令官の認可を要請、司令官の承諾を得たとする。これは実際には、満州に停戦交渉に出向いていた大本営の朝枝繁春参謀から、8月21日に自衛戦闘に藉口して戦闘を続けることについて厳しい警告を発する電文を方面軍が受けたためともいう。
翌8月22日に第5方面軍からそれまでの南樺太死守命令に変えて、上記の大本営からの武器引き渡し許可が第88師団に伝えられ、知取でソ連軍との停戦合意に達した。
進駐後ソ連は日本人と財産の本土引き揚げ阻止を図り、23日に島外移動禁止を通達した。24日に樺太庁所在地の豊原市はソ連軍占領下となり、25日の大泊上陸をもって南樺太占領は終わった。

#### 自衛戦闘について
自衛戦闘という言葉について、それまで何らかの正式な用語として、このような言葉があったわけではない。国際法上、自衛戦争ならば言葉があり、これは領土防衛などの戦いも含まれるとされる。一方で、大本営がこの言葉を使ったとき、満州ではソ連軍と戦闘が続いていて、あくまでポツダム宣言受諾による降伏することを前提に停戦交渉中に攻撃を受けた場合とされていて、それまでに出された積極戦闘の中止、防衛戦争に限るとするものに比べて、さらに程度を挙げたものとなっている。樋口司令官の樺太死守命令が世間に知られていなかった頃になされた、仲川大隊長の証言は、武装解除・ソ連軍進駐を前提としていて、この自衛は、刑法の正当防衛・緊急避難に近いものとなっている。
ところが、第88師団の鈴木康生参謀長は、自衛戦闘について参謀部付きの岩井良雄少尉に尋ね、岩井は、軍事占領であれば住民の財産は没収される恐れがあるが、進駐ならば国際法上住民の財産は保護されるから、（軍ではなく、政府の正式の）停戦協定の成立を待つことにして、それまで戦闘して敵の前進を食い止めろということではないかと回答したという。しかし実際は全く異なり、ハーグ陸戦条約第43条で停戦（ハーグ陸戦条約上の用語では休戦）中は、占領者は占領地の現行法律は極力尊重しなければならないと定められ、また、第46条で私有財産は保護される旨、定められている。むしろ、政府との休戦協定・講和条約等で例えばそれまでの占領地いかんに拘わらず賠償や領土等が定められる。伊藤は自身でこの問題に詳しくないとし、かつ、「いろいろ考え」と自己流の見解である旨を語りながら、鈴木に上級の方面軍に確かめるよう進言することもしていず、また、師団も方面軍自体に確認することもしていない。防衛庁（当時）の戦史資料室による『戦史叢書』は、この伊藤の主張の当否については語らず、ハーグ陸戦条約第46条についても触れていない。

### 8月22～23日：武装解除と戦闘終結
満洲の関東軍にソ連軍の最高指揮官から樺太で戦闘が続いていることが伝えられ、満州に出張中の大本営の朝枝繁春参謀から8月21日大本営と札幌の第5方面軍に「自衛戦闘に名を借りて戦闘を続くるときは爾後満洲及び北東方面の将兵は名状すべからざる痛苦に遭遇すべし」との電報が入った。この指示を受けて、ただちに札幌第五方面軍はそれまでの樺太死守命令を翻す形で、第88師団に停戦命令を出した。重要な命令は必ず対面の口頭で行われることになっていた為、第5方面軍からは参謀副長の星駒太郎少将が樺太に停戦命令を確実に伝えるため向かった。このときは、ソ連軍に撃墜されないよう、また、樺太の戦いへの第5方面軍の関与が気付かれて北海道への報復を招かないよう、また、なるべく夜にまぎれて飛ぶよう配慮し、さらに一時は、第5方面軍と樺太88師団の指揮系統が異なるよう偽装することも考えているほどであったという。それほど第5方面軍の関与を隠す一方で、星少将の戦後の証言は、戦闘をやめないのはこちらの責任ではなくソ連側だ、なのに満州の関東軍からは戦闘をやめないと自分らが報復されると次々に電報を寄越す、参謀本部からは終戦処理に支障をきたすと電報が入る、樺太の現地部隊らは勝った勝ったと鼻息があらく戦闘をやめそうにないと、全てひとの責任と言わんばかりのものになっている（なお、この証言時は、第5方面軍の南樺太死守命令は世上まださほど広く知られてはいなかった。ただ、星少将自身は8月2日に第5方面軍に来たばかりではあった。）。同月22日午前10時半頃から交渉が開始され、午後0時10分知取の消防署で第88師団の鈴木参謀長とソ連軍のアリモフ少将との間で停戦交渉が成立した。
同日夕刻に第88師団司令部からの降伏命令が逢坂の歩兵第25連隊に届き、8月23日までに武装解除が終わった。この交渉の際にも軍使一行が偶発的なものであった可能性が高いが、帰路に銃撃を受けて死傷している。助かった内の一人が持ち帰ったソ連軍側からのメモに基いて交渉が続けられ、最終的に連隊長がソ連軍の要求で出向き、交渉が成立した。その後の豊原占領時にも、海軍武官府から派遣された軍使の主計大尉が、「交渉中に刀で斬りかかった」として射殺されている。真岡の戦いでの日本軍の損害は、停戦直後の調査では第88師団所属の137人戦死とされたが、その後の調査で総数300人を超えると推定されている。
8月23日早朝、ソ連軍は真岡から海軍歩兵混成旅団（3個大隊）を出航させ、翌日に本斗を経由して、8月25日に大泊へ上陸した。日本軍の抵抗はなく、大泊の海軍基地などが占領された。このほか真岡北方の小能登呂飛行場は、輸送機で強行着陸したソ連海軍空挺部隊によって、8月22日に占領されている。

## 結果
日本軍の損害は、戦死者700人ないし戦死・行方不明2,000人とされる。ソ連軍の記録によれば、日本兵18,302人が捕虜となった。戦闘中の民間人の被害は軍人を上回っており、3,700人に及ぶと見られている（詳細は#民間人で後述）。ために犠牲者は軍民合わせて約5千人ないし約6千人といわれることが多い。なお、厚生労働省の資料で「樺太・千島等」の戦没者総数24,400人となっているのはアッツ島の戦いなどアリューシャン方面の戦いを含めた数値で、樺太・千島及び周辺海域での大戦全期間の戦没者数は18,900人とされている。
未遂・失敗に終わったものも含めて各地で日本人軍民による朝鮮人虐殺事件が発生しており、林えいだいは、ソ連軍の中に東洋系の兵士が多数いるのを日本軍が朝鮮人部隊と誤解し後方の司令部に連絡した結果、日本軍とくに憲兵と警察が、反乱への恐怖もあって朝鮮人を敵と通じるスパイではないかと目の仇にし、そこから来たデマが多数の朝鮮人虐殺事件を引き起こしたのではないかとみている。8月23日付で軍事極秘電として、札幌第5方面軍参謀長から東京の参謀次長に「此の機に乗じて悪質朝鮮人の残虐行為跳梁する等真に目を覆うべきものあるを以って茲に於て第一線部隊は若干の対抗手段を執りたるが如きを以って当方に於ては現地部隊に対し国家保全の大局に立ち万事を諦め完全なる無抵抗の主義に徹すべき旨指導しあり」と打電されている。
生き残った日本軍将兵は、いち早く北海道へ引き揚げた海軍部隊主力と、現地復員して民間人に紛れることができた一部兵士を除いて、シベリア抑留による強制労働を課された。多くはシベリアへ移送されたが、一部は樺太島内に設けられた捕虜収容所での労役に従事した。鈴木参謀長はシベリアに12年間抑留されることになった。これはシベリア抑留者の中でももっとも長期に属する。
北海道第５方面軍からの（軍事拠点としての）樺太死守の命令に唯々諾々と従った結果、結局は、住民を守ることも樺太を死守することも、どちらも果たせなかった鈴木参謀長は「自身の任務遂行はあれで良かったか、結果は明瞭にノーである」と後悔の言葉を残している。日本人住民の多くは戦後約2年間樺太に留め置かれることになった。
ソ連軍は、予定されていた北海道及び北方四島への上陸作戦のために南樺太の前進基地としての整備を進め、ウラジオストクから第87狙撃軍団を移送し始めた。8月25日までに、計15隻の客船を中心とした3回の護送船団で、3個師団が真岡へ送られている。しかし、以後の作戦のうちソ連軍による北海道占領は、8月17日にアメリカ大統領ハリー・S・トルーマンがスターリンに対して北海道占領を認めない旨の書簡を送り、18日スターリンはこれを受領、22日樺太での停戦が成立、8月22日以降に北海道留萌等への軍事作戦の中止命令が出された。北方四島の占領は、大泊から出航した第113狙撃旅団などによって8月28日から9月3日に行われた。北方四島やその他の千島列島で捕虜となった日本兵は、樺太を経由してシベリアへと送られた。
8月16日、スターリンはヤルタ会談での合意内容を超えて、北海道を留萌－釧路を結ぶ線で分割し北東半分をソ連が占領することを米国に提案したが、トルーマン大統領の拒否でこれを断念したと通常は説明されている。しかし、樺太の戦いでの日本軍の抵抗は、千島列島における占守島の戦いと並んで、ソ連の北海道占領断念につながったと評価する見解もある。元防衛大学校教授の中山隆志によると、スターリンがトルーマンから反対されてから作戦中止命令まで4日間もかかったのは、日本の降伏文書調印（9月2日）までに北海道占領の既成事実化が可能かを検討していたためと見られるとし、その上で中山は、侵攻拠点となる南樺太確保の遅れや占守島での抵抗の激しさが、早期の既成事実化は困難との判断をソ連側にさせたものと評した。逆に、樺太戦研究家の藤村建雄は、民間船を含めた攻撃は、日本軍の反撃を誘発させ本格的な北海道攻撃の口実にするための挑発行為であった可能性があることを指摘している。事実関係を追えば、スターリンは北海道を西の留萌と東の釧路を結ぶ線で分割した北側を占領することを考えており、ソ連崩壊後明らかになった資料によれば、もともとソ連軍は留萌・釧路の上陸作戦を24日に予定し、潜水艦に偵察と日本船撃滅を命じて19日-20日（トルーマンによるソ連軍の北海道占領の拒否後である）に留萌沖を目指して出航させている。8月22日、樺太の第88師団とソ連軍との間で停戦交渉が午前10時半から行われ午後0時10分に成立（それまでは、何度も日本軍の条件要求で決裂している）、スタ－リンは初めて北海道上陸作戦を中止しトルーマンに北海道占領を断念することを通知、同日14時ワシレフスキー大将からユマシェフ太平洋艦隊司令官に北海道上陸作戦を延期し、千島攻略を強化する方向にソ連軍の攻略作戦が変更されている。
ソ連上層部では北海道占領にはもともと賛否両論だったといい、ソ連軍退役大佐による論文には、出撃基地に予定した大泊港が占領できず降伏文書調印までに千島全島の占領も危うくなったと判断、また、連合国関係悪化を怖れて断念したとするものがある。一方で、当時ワシレフスキー上級大将からは、21日午前1時の極東ソ連軍全軍への北海道及び南千島上陸作戦準備に関する指令で「真岡港地区の良好な状況を利用して、遅くとも8月21日朝までに第87狙撃軍団の乗船を開始すること」「8月23日までに第9航空軍及び太平洋艦隊の主力部隊を北海道上陸作戦のために準備する」ことが命じられていて、その後22日14時にワシレフスキーから太平洋艦隊司令官への命令で上陸作戦作戦が延期され、第87狙撃軍団の南千島への転用が可能かを検討するよう伝えられているとされる。

なお、戦闘後の南樺太はソ連（ソ連崩壊後にロシア連邦）によって実効支配されているが、日本政府は帰属未確定の地域であると主張している。

## 民間人

### 緊急疎開
ソ連軍侵攻時の南樺太には、季節労働者を加えて約40万人、一説によると45-46万人の民間人が居住していた。ソ連の参戦後に北海道への避難が始まったが、多くの民間人が戦禍に巻き込まれて被害を受けた。
8月9日のソ連の対日参戦後、大津樺太庁長官と鈴木第88師団参謀長、黒木海軍武官の三者が前述の事前協定を確認し、北海道への民間人の避難作業が始まった。といっても具体的な事前計画が無かったので、樺太庁長官主催で樺太鉄道局と船舶運営会が加わった緊急輸送協議会が開かれたものの、輸送計画が決まって各市町村へ通達されたのは12日になってからだった。

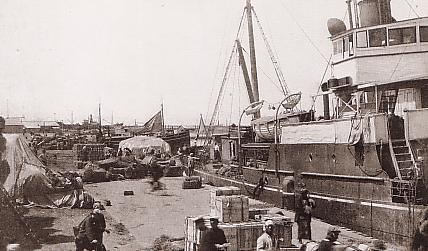
日ソ開戦前の真岡港

『戦史叢書』の『北東方面陸軍作戦2』によれば、樺太庁側で立案された計画では、14歳以上の女性および13歳以下の男女とされ、16万人を15日間で移送することが目標だったとする。『戦史叢書』には老齢者が出て来ないが、選別基準には、老幼婦女子を疎開対象者とし、戦力とならない足手まといを片付ける意図と、食糧不足や冬季に渡る野外行動が予想されるために体力の弱い者を避難させるという意図があったとされる。実際の避難時には、大津樺太庁長官は15-64歳の男性の避難を禁止しているが、これは15-64歳の民間の少なくとも男性（女性については対象年齢等、不明な部分がある）を全て国民義勇戦闘隊・国民義勇隊として戦闘に参加ないし協力させる考えが樺太庁･軍にあったためともみられている。そのため、避難騒ぎの中で、強引に避難しようとした非老齢の男性や歩行困難の者まで間違われて警官に射殺された者もいるという。一方で、小舟を自ら仕立てて樺太を脱出する民間の者や、海軍関係者らには割込んででも疎開船で脱出する者もいたとされる。また、樺太庁関係者でいち早く家族を樺太から脱出させたケースや、軍人に家族とともにいた者も多く（本来、樺太は第一線に準じるとして軍人らは家族を呼び寄せることは本来禁じられていた）、彼らの中には軍服の権威と軍刀にものを言わせて自身の家族を優先的に脱出させたケースもあり、民間から後日非難の声が上がっている。
樺太庁による公式の疎開船については、大泊を主たる乗船地として稚泊連絡船「宗谷丸」や海軍特設砲艦「第二号新興丸」など艦船15隻を使用するほか、本斗から稚斗連絡船「樺太丸」と小型艇30隻、真岡からも貨客船「大宝丸」などを運航することに決まった。陸上では乗船地に向けた緊急疎開列車の運転とトラック輸送が行われた。また、乗車船は戦災地、避遠地を優先し、船車賃は無料であった。
避難指示を受けた住民は、乗船地を目指して列を成した。多くの住民は、尼港事件の再現となるのではないかと恐怖していたという。
8月13日夕に大泊を出港した「宗谷丸」を皮切りに、8月16日に真岡、8月18日には本斗からも緊急疎開船が出始めた。本斗には大阪商船の貨物船「能登呂丸」や海防艦が追加投入された。避難民側の準備が間に合わなかった大泊第1便を除くほか、定員の数倍ずつ乗船するなど、急ピッチで海上輸送が進められた。しかし、真岡は8月20日にソ連軍に占領されて使用不能となり、本斗も危険なため運用断念された。
最終的に8月23日にソ連軍から島外への移動禁止が通達され、同日夜に緊急脱出した「宗谷丸」「春日丸」で終了となった。この間、8月22日に「小笠原丸」「泰東丸」「第二号新興丸」の3隻が、北海道沿岸で国籍不明の潜水艦の攻撃で撃沈破され、計1,708人が死亡したとされる三船殉難事件が発生している（押し寄せる人を安全性も無視して無理に乗せたほどであったため、乗船名簿もろくに作られず、実際の人数は分からないという説も強い。）。ソ連潜水艦による攻撃であると推定されていたが、後にソ連側で明らかになった資料によれば、当時このあたりにいた潜水艦が船を撃沈したことが報告されており、ほぼ間違いないとみられる。この日、樺太の停戦交渉が成立し、潜水艦には相次いでこの海域での船舶攻撃停止命令が出され、暗号通信ながら無事に受領されていっている。数時間の差で間に合わなかったのである。翌23日に貨物船「能登呂丸」も樺太へ向かう途中、宗谷海峡でソ連機の爆撃を受けて撃沈されたとする日本軍報告資料もある（この事件も22日で、雷撃による撃沈との説もある）。避難民を乗せに樺太の本斗町（ネベリスク）から大泊に向かうところで、「能登呂丸」の犠牲者は殆どが乗組員のみだったと通常語られるが、本斗町からの引揚者千数百人を乗せて出航し、稚内近くで撃沈されたのだとの話もある。
その他、大小の多数の船舶による避難民の移送が行われていた。結果、目標の約半数にあたる76,000人が島外への緊急疎開に成功したとみられている。その後の密航による自力脱出者約24,000人を合わせても、南樺太住民の1/4以下だけが避難できたことになる。市町村単位で見ると、42市町村のうちで疎開が完了したのは8町村のみであった。防衛庁の纏めた『戦史叢書』では、今日思うと避難の決行時期があまりにも遅かったと評している。急な避難指示で準備が間に合わず、第1便の「宗谷丸」は乗船定員を割り込み、軍や官庁の関係者が多くを占める事態も起き、満州の疎開列車での類似事例と並んで後日非難されることにもなった。

### 犠牲者
住民台帳などの行政記録が失われているため、正確な犠牲者数は不明である。厚生省資料では、空襲や艦砲射撃、地上戦など島内での戦闘に巻き込まれて死亡した民間人の数は、真岡の約1,000人を筆頭に、塔路で約170-180名、恵須取で約190名、豊原で約100名、敷香で約70名、落合で約60名など合計で約2,000人と推定されている。前述の緊急疎開船での犠牲者を合わせると、約3,700人に達する。なお、前述のように、厚生労働省資料にいう「樺太・千島等」の戦没者数24,400人はアリューシャン方面を含めた数値である。
落伍したり避難が間に合わなかった民間人の中には、ソ連兵に捕えられることを恐れ、自殺するものもあった。8月20日に郵便局の女性職員12人が集団自決を図った（真岡郵便電信局事件）ほか、塔路上陸作戦時には大平炭鉱病院の看護婦23人の集団自決（6人死亡）が発生している（樺太看護婦集団自決事件）。一方で、恵須取市街での16日の戦いの中で12人の女子監視哨隊員を、特設警備隊の中垣中隊長が救出に向い、自決を決意する彼女らを説得、中野軍曹以下数名の兵に護衛させて後退させている。最終的に彼女らは豊原にまで逃れたものの、樺太の完全降伏後、ソ連兵を宥めるために遊郭の再開が計画された時、女性が集まらないため、今度は豊原で日本人業者らが警察を通して彼女らを強引に応募させようとする事態が起きている（今度は、そのとき彼女らの隊長役として付いていた佐藤軍曹が、夜陰に乗じて彼女らを脱出させたという）。
また、混乱の中で朝鮮人がスパイを働いている、暴行略奪を行っているといったデマにより怖れが広がり、その結果、既遂（名好村七人虐殺事件、瑞穂事件、上敷香事件）・失敗（知取の第一国民学校講堂での爆殺計画、内幌坑道爆破による埋殺計画、朝鮮人憲兵･朱元龍暗殺の計画）を含めて、日本人軍民による朝鮮人虐殺事件が発生している。

### 停戦後
1945年8月23日にソ連は樺太島外への住民の移動を禁止し、脱出できなかった住民はソ連の行政下に入ることになった。一般住民を中心とした引揚事業は、1946年（昭和21年）12月に本格的に始まり、日本側では函館援護局が受け入れを担当した。1949年（昭和24年）6-7月の第5次引き揚げまで、千島方面とあわせて20隻の引揚船が投入され、樺太からは軍民合わせて279,356人が、千島からの13,404人とともに北海道へと渡った。2006年1月1日時点の厚生労働省データでは、千島方面と合わせた引き揚げ総数が軍人・軍属16,006人、民間人277,540人となっている。樺太に長期在住していた者が多かったことから、本土に縁故の無い引揚者が約1/3と高い割合を占めていた。そのため、住宅の入手や就職にはかなりの困難が伴い、長期にわたって引揚者援護寮に滞在せざるを得ない者も多くあった。身元引受先がないまま函館滞留中に死亡した引揚者も、航海中の死者とあわせて1,000人を超えた。引揚者とその遺族の相互扶助のために、1948年（昭和23年）に全国樺太連盟が結成されている。

ソ連軍の占領直後に約2万3千人いた朝鮮系住民は、ほとんどがソ連当局の意向によって樺太に残留させられ、1952年（昭和27年）6月にはこの在地系の朝鮮系住民が2万7千人と記録されている。戦後に北朝鮮から移民した者や、ソ連によって中央アジアから強制移住させられた「高麗人」と合わせて、在樺コリアンと呼ばれ、多くはそのまま定住を余儀なくされた。
朝鮮系以外の日本人住民でも、経済的事情から朝鮮系住民やロシア人と結婚するなどしたため、樺太残留を選択した者があった。1990年代中ごろには、終戦後に生まれた子孫も含めて約300人が樺太で生活していたが、高齢化による死去やソビエト連邦の崩壊後の日本や韓国への移住などで2010年には約200人に減少している。日本政府は、これらの残留者を対象に集団一時帰国事業を行っており、1年半に1回程度の日本帰国が実現している。

### 民間人虐殺事件
南樺太各地では、戦闘終結直前から終結後の1945年9月初旬にかけて、日本人による朝鮮人の虐殺事件が発生したことが2025年公開の旧ソ連当局資料により確認された。事件は鵜城（現オルロウォ）、散頃（現ネルピチェ）などで発生し、銃殺や銃剣による刺殺が行われたとされる。

## 参加兵力

### 日本軍
- 陸軍
  - 第88師団（峯木十一郎中将） - 編制定員は20,388人
    - 配属部隊：特設警備第351-第353大隊、特設警備第301-第306・第308中隊、第301-第303特設警備工兵隊

  - 宗谷要塞重砲兵連隊第2中隊 - 西能登呂。15cmカノン砲4門。
    - 配属部隊：特設警備第307中隊

  - 豊原地区司令部（柳勇少将） - 対ソ開戦後は第88師団指揮下に編入。
    - 豊原地区第1-第9特設警備隊 - 計3,628人を防衛招集。
- 海軍
  - 北東航空隊樺太地区隊（久堀通義大尉） - 敷香基地、大泊基地。地上要員のみ。
  - 大湊防備隊の一部 - 主に基地防空部隊。うち敷香に12.7cm連装高角砲3基、20mm連装機銃5基[120]。
  - 宗谷防備隊の一部 - 砕氷艦「大泊」、特設砲艦「千歳丸」、宗谷防備衛所、西能登呂防備衛所。
  - 豊原海軍武官府 - 武官：黒木剛一少将[注 7]。
- 樺太庁警察部（国境警察隊） - 重機関銃8丁、軽機関銃10丁、小銃141丁。
- 航空部隊
  - 陸軍第1飛行師団 - 在北海道。稼働航空機44機。
- 民兵・自警組織
  - 国民義勇戦闘隊 - 樺太鉄道連合義勇戦闘隊ほか、職場や地域ごとに編成。
  - その他 - 樺太庁管轄の防空監視隊（20歳前後の女性を主力）、旧制中学校生徒による学徒隊ほか。

### ソ連軍
- 第16軍（ru）（レオンチー・チェレミソフ（Л. Г. Черемисов）少将）
  - 第56狙撃軍団 - 北樺太より出撃。
    - 第79狙撃師団（ru）
    - 第2狙撃旅団
    - 第5狙撃旅団 - オハ方面の守備配置。
    - 独立サハリン機関銃連隊、第82独立機関銃狙撃中隊
    - 第214戦車旅団
    - 第178・第678独立戦車大隊
    - 第433砲兵連隊、第487榴弾砲連隊

  - 第113狙撃旅団 - ソヴィエツカヤ・ガヴァニより出撃。
- 海軍
  - 北太平洋艦隊（ウラジーミル・アンドレエフ（В. А. Андреев）中将）
    - 警備艦「ザルニーツァ」（ru）、機雷敷設艦「オケアン」、潜水艦「L-12」「L-19」など12隻、掃海艇8隻、哨戒艇・魚雷艇多数、輸送船3隻以上
    - 海軍歩兵 - 第365独立海兵大隊など3個大隊以上、艦隊空挺部隊
- 航空部隊
  - 第255混成飛行師団 - 106機
  - 海軍航空隊 - 80機